# Švestkovišeň pomořská
Švestkovišeň pomořská, též slivoň pobřežní či slivoň pomořská (Prunus maritima), je druh slivoně pocházející z východního pobřeží Spojených států, od Maine na jih do severní Virginie až Marylandu. Ačkoli se někdy uvádí, že její areál sahá až po New Brunswick, druh není z tamních sbírek znám a neobjevuje se v nejautoritativnějších pracích o flóře této kanadské provincie. Na většině areálu je tento druh na ústupu v důsledku komerčního rozvoje tamních plážových resortů.

## Popis
Tato slivoň je opadavý hustý keř nepravidelně polokulovitého habitu, dorůstající ve svém přirozeném prostředí na písečných dunách výšky 1–2 m; je-li pěstován v zahradách, může dorůst až 4 m. Větévky jsou červenohnědé až šedavé, beztrnné, zprvu chlupaté, později olysávající. Listy jsou střídavé, eliptické, 3–7 cm dlouhé a 2–4 cm široké, s ostře zubatým okrajem. Na svrchní straně jsou zelené a na spodní bledé, na podzim se barví nápadně červeně nebo oranžově. Květy vyrůstají po dvou až třech před vyrašením listů, mají 1–1,5 cm v průměru, s pěti bílými korunními lístky a velkými žlutými prašníky. Plodem je jedlá kulovitá peckovice 1,5–2 cm v průměru u divoké rostliny (u pěstovaných kultivarů i více), barvy červené, žluté, modré nebo téměř černé, ojíněné.

## Ekologie
Rostlina je odolná vůči soli a mrazuvzdorná. Vyrůstá na písečných dunách a štěrkových lavicích v blízkosti mořského pobřeží. Upřednostňuje plné slunce a dobře odvodněnou půdu. Šíří se kořenovými výběžky. V dunách je často částečně pohřbena v unášeném písku. Kvete od dubna/května do června. Ovoce dozrává v srpnu a začátkem září. 

## Pěstování a použití
Pěstuje se komerčně na přípravu marmelády. Ačkoli plody bývají někdy trpké a kyselé, mohou se konzumovat i přímo, spíše se však zavařují. Ve srovnání s déle kultivovanými asijskými odrůdami v supermarketu jsou plody mnohem menší. Pro větší a lépe chutnající ovoce byla selektována řada kultivarů, z nichž některé mají i okrasnou hodnotu.
V Goshenu v New Jersey se vyrábí z těchto slív víno. V Greenpointu v Brooklynu v New Yorku je zase vyráběn gin s jejich příchutí.
V České republice je pěstována vzácně, uváděna je pouze ve sbírkách Průhonické botanické zahrady.

## Galerie

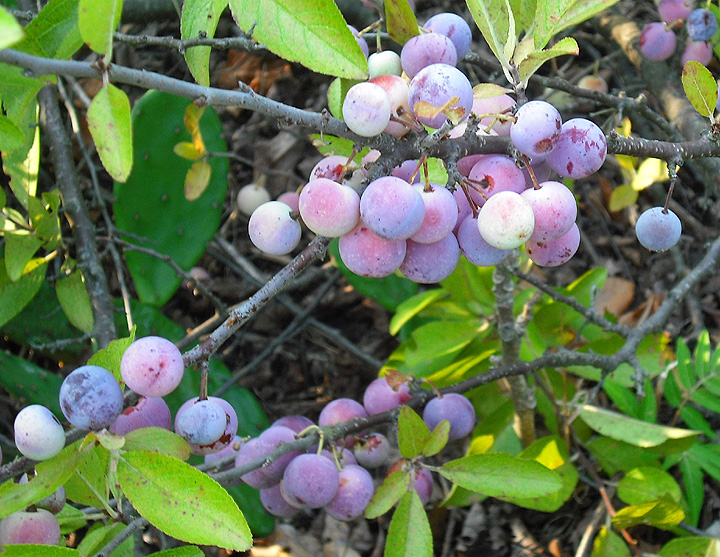
Zralé slívy na pláži v New Jersey
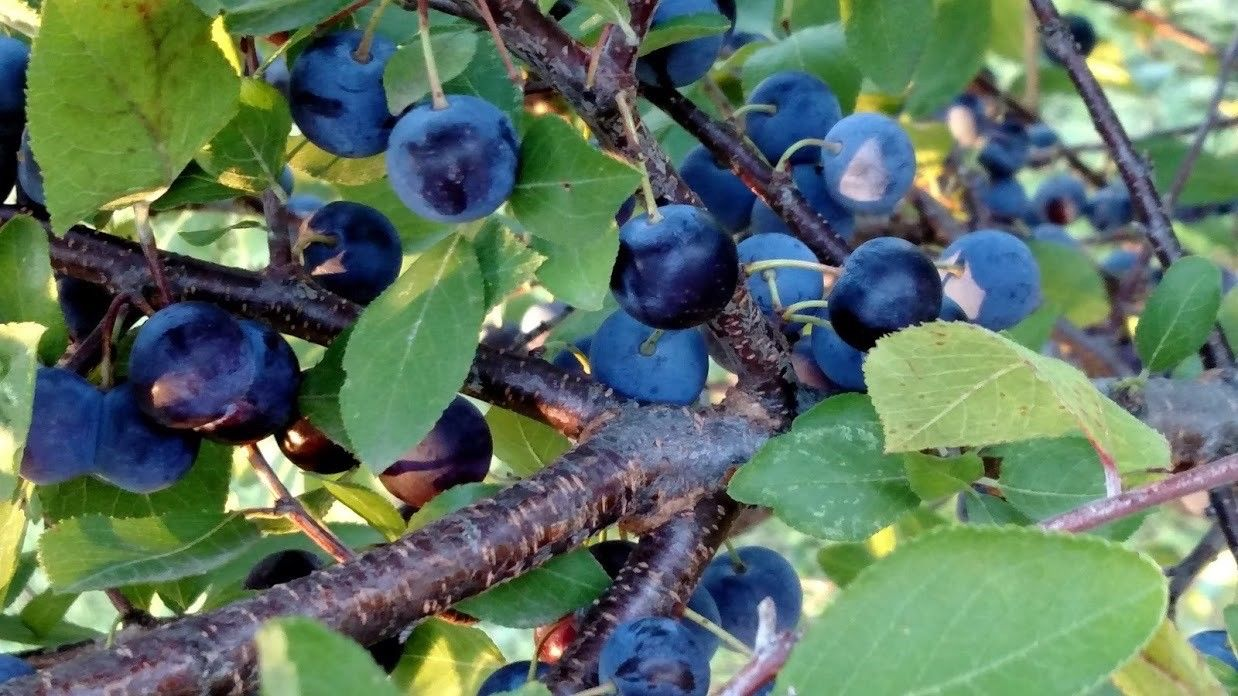
Kultivar Resigno ve Filadelfské zahradě v Pensylvánii
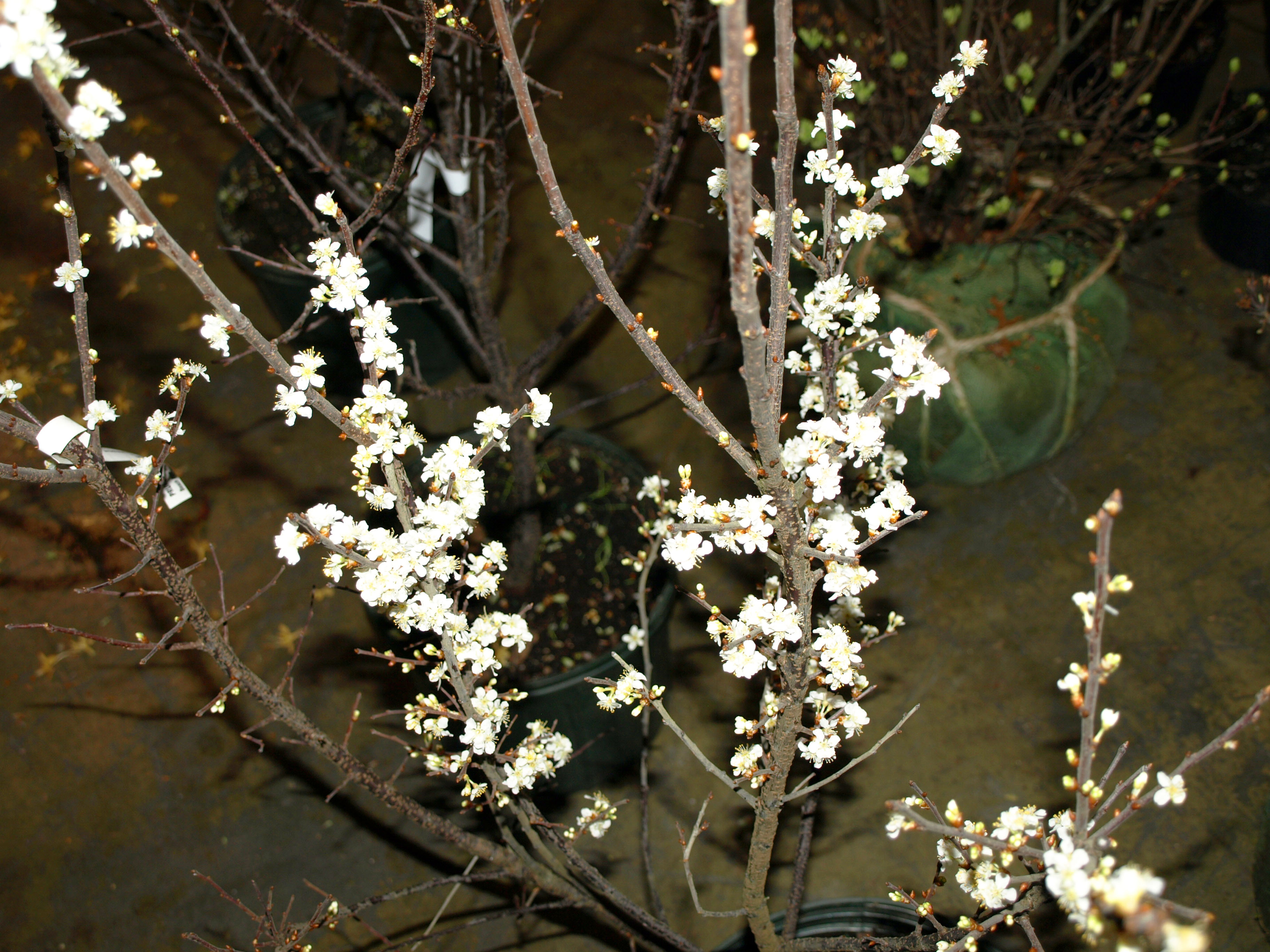
Prunus maritima v raných fázích květu